# Stade des Costières
Stade des Costières este un stadion de fotbal din Nîmes, Franța. Stadionul este locul unde își desfășoară meciurile pe teren propriu echipa de fotbal Nîmes Olympique. Are o capacitate de 18.364 de locuri și a fost inaugurat în 1989.